# Подпольная типография 1905—1906 гг.
Музей «Подпольная типография 1905—1906 гг.» — исторический музей в Москве, филиал Государственного центрального музея современной истории России. Открыт в 1924 году. Является редким памятником политической истории России периода Первой русской революции 1905—1907 годов, посвящён главным образом нелегальной деятельности партии РСДРП в эти годы.

## История музея
Музей расположен в старом районе Москвы в обычном трёхэтажном доходном доме конца XIX века, принадлежавшем купцу Кузьме Колупаеву. Музей занимает первый этаж левого крыла здания, где в период Первой русской революции находилась законспирированная нелегальная типография.
Типография была организована в 1905 году членами РСДРП для нелегального издания социал-демократических листовок и газет. По предложению одного из лидеров партии Л. Б. Красина и опытного организатора нелегальных типографий Т. Т. Енукидзе, типографию открыли на окраине города, неподалёку от Грузинской слободы, в типичном доходном доме, принадлежавшем купцу — каретных дел мастеру — К. М. Колупаеву. В качестве прикрытия для подпольной типографии был организован небольшой магазин под вывеской «Оптовая торговля кавказскими фруктами Каландадзе». Официально магазин реализовывал мелкооптовые партии кавказских фруктов и сыра сулугуни. В подвале дома, под складом магазина была вырыта крохотная «пещера», дополнительно замаскированная при помощи колодца для стока грунтовых вод, через который и осуществлялся доступ в неё. В «пещере» размещался портативный печатный станок-«американка».
Магазин был открыт на имя Мириана Каландадзе — портового грузчика из Батуми, имевшего опыт в торговле и «чистую» репутацию. В целях конспирации сам хозяин при магазине официально не жил. От его имени торговал «управляющий» — Силован Кобидзе, революционер, активный участник забастовок. Он официально жил при магазине со своей семьёй — жена и полугодовалая дочь. В помощь хозяйке дома была нанята прислуга — М. Ф. Икрянистова — опытная подпольщица, член Ивано-вознесенского совета рабочих депутатов.
Работники магазина по совместительству являлись и работниками типографии. Среди них был и Г. Ф. Стуруа, впоследствии — крупный общественный и государственный деятель.
Логистика магазина-прикрытия была разработана весьма поверхностно — зачастую для выполнения крупных заказов подпольщикам приходилось скрытно докупать продукты на близлежащих в то время «Сухаревке» и «Тишинке» и в целом магазин был убыточен. Однако сама подпольная типография действовала весьма успешно. Работа подпольщиков, печатавших и распространявших нелегальные издания (в частности, социал-демократическую газету «Рабочий»), была связана с большими трудностями и риском. Местность была буквально наводнена полицией — рядом располагались Бутырская тюрьма, пост городового (в нынешнем здании № 61 по Лесной улице также размещался обслуживавший тюрьму батальон Московского конвоя), а также хорошо охранявшийся 2-й казённый винный склад. Наконец, рядом с Лесной улицей — на Селезнёвке, в здании сегодняшнего музея МВД, располагался 2-й полицейский участок Сущёвской части.
Кроме того, московское правительство знало о существовании некоей подпольной типографии и выделило на её поиски значительные силы полиции и жандармерии. Тем не менее, благодаря тщательной конспирации подпольщиков, типография так и не была раскрыта полицией и в целом выполнила свои задачи. Более того, вопреки предостережениям партийного руководства, работники типографии принимали участие в баррикадных боях во время декабрьского вооружённого восстания в Москве. В 1906 году по решению ЦК РСДРП типография была закрыта, станок перевезён в новое помещение на Рождественском бульваре.
Вновь об этом месте вспомнил в 1922 году «Старый большевик» В. Н. Соколов (партийная кличка — «Мирон»), в прошлом — руководитель Транспортного технического бюро РСДРП. Его инициативу реставрации типографии на Лесной в качестве музея поддержал К. П. Злинченко, революционер, один из основателей Московского историко-революционного музея. После реставрации 1922—1923 годов, в помещении бывшего магазина, в 1924-м, был открыт музей, ставший одним из первых музеев, посвящённых политической истории России периода Первой русской революции. Интересно, что организаторы музея в большинстве своём являлись теми самыми подпольщиками, которые двадцатью годами ранее создавали подпольную типографию и работали в ней.
Изначально музей состоял из реставрированных помещений магазина, подвала и самой типографии. В архиве Государственного центрального музея современной истории России сохранились книги отзывов с записями 1920—1930-х годов. Посетители музея многократно предлагали «выселить жильцов» (бывший доходный дом оставался жилым) из прилегающих к музею жилых помещений и восстановить «квартиру в первозданном виде». Мемориальные помещения квартиры Силована Кобидзе и кухни были переданы музею в середине 1950-х годов, и восстанавливались при участии последнего оставшегося в живых к тому моменту «свидетеля» работы типографии — Марии Фёдоровны Наговицыной-Икрянистовой, работавшей при типографии под видом «хозяйской прислуги», а впоследствии дважды награждённой орденом Ленина и ставшей персональным пенсионером СССР. Она неоднократно принимала участие в культурно-массовых мероприятиях музея.
В июле-ноябре 2018 года проведена реставрация фасадов здания. Устранены трещины и восстановлены утраты кирпичной кладки. По архивным фотографиям и документам были воссозданы пинакли, ветхие и рассохшиеся деревянные оконные блоки заменили на новые, выполненные по оригинальным образцам.
В ноябре 2019 года музей отметил своё 95-летие. В рамках специально подготовленной выставки «В музее о музее» широкой публике впервые были представлены уникальные материалы по истории создания музея фондовых коллекций и архивного собрания ГЦМСИР

## Экспозиция
Главным образом, музей представляет собой музеифицированные помещения выходящего на улицу магазина с подвалом, прихожей, жилой комнаты и кухней. Особое место занимает подлинная витрина магазина, реконструированная в 1927 году Н. Д. Виноградовым. Интерьеры помещений полностью восстановлены и, помимо своего политического прошлого, являют собой образец условий жизни и быта московских мещан и горожан среднего достатка конца XIX—начала XX веков, с элементами грузинского быта. В частности, в интерьере сохранена русская печь и многочисленная домашняя утварь — посуда, мебель, швейная машина, вышитые салфетки и скатерти, самовар, семейные фотографии и другие типичные предметы быта того времени.
Интерьер подвала, где, собственно, и располагалась типография, имитирует склад ящиков с фруктами и бочек с сыром, на дне которых уложены стопки нелегальных газет и листовок. Сама же типография с подлинным печатным станком располагается несколько ниже уровня подвала, в колодце для стока грунтовых вод, и может быть осмотрена через специально проделанное окно в стене подвала.
В помещении подвала представлены копии нелегальных печатных изданий, выпущенных в типографии — газет и листовок, демонстрируются дополнительные документы и материалы.

## Музейная деятельность и режим работы
Музей ориентирован главным образом на эффект «живой истории» — возможность ощутить дух того времени, представить условия и обстановку, в которых работали подпольщики. Даётся общая характеристика исторической и социально-политической ситуации 1905—1906 годов, охранной структуры Российской империи, методах и тактике её противодействия революционерам. Особое внимание уделяется раскрытию социально-психологического портрета российского революционера того времени, описываются доминировавшие в то время социальные настроения, рассказываются детали работы подпольщиков.
В музее проводится обзорная экскурсия «Подпольная типография 1905—1906 гг.», рассказывающая об истории создания и деятельности нелегальной типографии, а также театрализованная экскурсия «Лавка с секретом», передающей подлинную атмосферу революционной России и позволяющей совершить увлекательное историческое путешествие в начало XX века.
Вход в музей — со двора здания. Музей работает ежедневно, кроме понедельника, с 11:00 до 19:00. в четверг и субботу — с 11:00 до 20:00. Касса закрывается на полчаса раньше.
Цена входного билета для взрослых — 260 рублей; для студентов дневных отделений учебных заведений, пенсионеров — 130 рублей; для детей от 7 до 17 лет включительно — 100 рублей; для инвалидов I и II категорий, сотрудников музеев РФ и лиц моложе 6 лет — бесплатно. Экскурсионное посещение платное.
В музее проводятся сменные тематические выставки, посвящённые выдающимся деятелям, памятным датам российской истории. На выставках представлены уникальные предметы фондовых коллекций Государственного центрального музея современной истории России.

### Выставка «Каторга и ссылка»
В 2017 году, к столетию Великой Октябрьской Социалистической революции в музее открыта экспозиция «Каторга и ссылка», посвящённая политзаключённым России конца XIX — начала XX вв. В основе выставки — уникальные исторические реликвии, собранные Обществом бывших политкаторжан и ссыльнопоселенцев в 1921—1935 годы.

### Музей и Гознак
В 1818 году в России было основано первое специализированное предприятие по выпуску защищенной продукции: «Экспедиция Заготовления Государственных Бумаг». В 1919 году была открыта новая страница в его истории…
26 февраля 1918 года на заседании Совнаркома обсуждалась эвакуация правительства из Петрограда в Москву в связи с февральским наступлением немецких войск. На этом заседании Ленин набросал проект постановления об эвакуации правительства, в котором указал: «…Во что бы то ни стало и немедленно вывезти Государственный банк, золото и Экспедицию Заготовления Государственных Бумаг…». Окончательное решение о переносе столицы в Москву было принято в марте 1918 года.
2 марта 1918 года подписано постановление правительства «Об организации особой коллегии для скорейшей и более успешной эвакуации Экспедиции».
6 июля 1919 года Народный комиссариат финансов РСФСР утвердил «Положение о создании Управления фабриками заготовления государственных знаков» (Условное телеграфное обозначение ГОЗНАК), разработанное членом комиссии по эвакуации Т. Т. Енукидзе. Был создан Гознак, объединивший существовавшие к тому времени Московскую, Петроградскую и Пензенскую фабрики заготовления государственных бумаг.
Старый большевик, в прошлом — организатор подпольных типографий разрешил стратегически важную для молодого Советского государства задачу: выпуск защищенной продукции. Главной заслугой Трифона Енукидзе явилось сохранение школы старых мастеров, впоследствии взрастивших не одно поколение специалистов. Экспозиционно-мемориальный отдел ГЦМСИР «Подпольная типография 1905—1906 гг» бережно хранит память об интересных, малознакомых в повседневности страницах отечественной истории в рамках тематических выставках, мастер-классов, массовых мероприятиях.

### Виртуальный музей
В 2015 году Государственный центральный музей современной истории России запустил проект «Виртуальный музей». История подпольной типографии ЦК РСДРП, работавшей в 1905—1906 гг. в Москве на Лесной улице, стала основой для игры-квеста «Достать из-под земли», включающей в себя три сюжетных уровня. Роль городового исполнил Народный артист России Д. Ю. Назаров.

## Музей в культуре

### Диафильмы о музее
- В 1958 году был выпущен тематический диафильм «Дом на Лесной», основанный на воспоминаниях «служанки-Маши» — Марии Фёдоровны Наговицыной-Икрянистовой[3].
- В 1966 году был выпущен диафильм «Свободное, сильное слово» о нелегальных типографиях, центральное место в котором истории посвящено истории деятельности нелегальной типографии на Лесной улице в Москве[4].

### Музей в кино

#### Художественные фильмы
- Художественный фильм «Американка» (СССР, 1930 год). Режиссёр — Леонард Эсакия. В основу сценария положены документальные факты. Съёмки проводились в Москве на Лесной улице. В фильме представлены подлинные кадры выступления В. И. Ленина во время митинга рабочих.
- Художественный фильм «Дом на Лесной» (киностудия «Грузия-фильм», 1980 год). Режиссёр: Николай Санишвили. В ролях: Амиран Кадейшвили, Эдишер Гиоргобиани, Леван Учанейшвили и другие. Фильм рассказывает об истории создания в Москве первой подпольной типографии, организаторами которой были грузинские революционеры. Большевистская типография, где были отпечатаны несколько номеров газеты «Рабочий», листовки и прокламации, действовала под вывеской магазина оптовой продажи фруктов.

#### Документальные фильмы
- Документальный фильм «Подпольная типография ЦК РСДРП в Москве» (СССР, 1975 год).
- В 1983 году в киножурнале «Хочу всё знать» (№ 151) вышел сюжет о музее[5]

### Музей в художественной литературе
В 1928 году писатель Н. Н. Панов (1903—1973) под псевдонимом Дир Туманный опубликовал приключенческий роман «Тайна старого дома», посвящённый организации и работе подпольной типографии партии РСДРП в Москве на Тихой улице. Главными героями являлись сыщик Ферапонт Иванович Филькин и торговец из Грузии Сандро Вачнадзе с женой Ольгой. Последняя реально являлась женой Николая — одного из работников типографии. В романе весьма точно отображены элементы конспирации типографии, прикрытие — лавка восточных и кавказских товаров, а также маскировка подполья в подвале.
В повести В. П. Аксёнова (1932—2009) «Любовь к электричеству», опубликованной в 1969 году — о революционной деятельности члена ЦК РСДРП Л. Б. Красина, подпольная типография на Лесной улице упоминается в IV главе «Тихий вечер в Грузинах».
В 1992 году был опубликован фантастический роман Кира Булычёва (1934—2003) «Заповедник для академиков». В книге описана альтернативная реальность второй половины 1930-х гг. По сюжету, И. В. Сталин вспомнил о подпольной типографии на Лесной, однако на её месте «…располагалась какая-то контора». Сталин отказался от предложения Г. Ягоды создать на месте типографии музей, официально — не напоминать подрастающему поколению, что большевики «…таились в норах». Он хотел восстановить типографию в том случае, если придётся снова вернуться к подпольной борьбе.